# ジュディヴァン・フロル・ダ・シウヴァ
ジュディヴァン（Judivan）ことジュディヴァン・フロル・ダ・シウヴァ（ポルトガル語: Judivan Flor da Silva、1995年5月21日 - ）は、ブラジルのサッカー選手。ポジションはFW。

## クラブ歴
クルゼイロECで2014年にトップチームデビュー。2018年にアメリカ・ミネイロに期限付き移籍。